# Harry Richter (General)
Harry Richter (* 17. Oktober 1953 in Wertheim) ist ein deutscher Brigadegeneral außer Dienst des Heeres der Bundeswehr.

## Leben
Richter hat im Juli 1972 in die Bundeswehr ein und absolvierte als Offizieranwärter die Offizierausbildung zum Offizier des Truppendienstes der Nachschubtruppe. Von 1975 bis 1978 absolvierte er ein Studium der Wirtschafts- und Organisationswissenschaften an der Hochschule der Bundeswehr Hamburg, das er als Diplom-Kaufmann abschloss. Danach hatte er bis 1985 Verwendungen als Zugführer und Kompaniechef.
Von 1985 bis 1987 absolvierte Richter den 28. Generalstabslehrgang Heer an der Führungsakademie der Bundeswehr in Hamburg, wo er zum Offizier im Generalstabsdienst ausgebildet wurde. Danach war er von 1987 bis 1989 Abteilungsleiter G2 (Militärisches Nachrichtenwesen) der 12. Panzerdivision in Veitshöchheim und von 1989 bis 1991 G3 Planungs-Stabsoffizier im NATO-Hauptquartier Supreme Headquarters Allied Powers Europe in Mons in Belgien. Anschließend war er von 1991 bis 1993 Bataillonskommandeur des Nachschubbataillons Sonderwaffen 320 in Herborn, das im Rahmen der nuklearen Teilhabe für den Transport und die Sicherung der US-amerikanischen Kernwaffen im Bereich des deutschen III. Korps zuständig war, die im Sondermunitionslager in Bellersheim lagerten. Im Folgenden wurde er Referent im Führungsstab des Heeres im Bundesministerium der Verteidigung auf der Hardthöhe in Bonn und war von 1999 bis 2000 Abteilungsleiter für Logistische Planung (Chief Logistics Plans Branch) im NATO-Hauptquartier Allied Land Forces Central Europe in Heidelberg. Währenddessen absolvierte er von Oktober 1999 bis März 2000 einen Auslandseinsatz der Bundeswehr im Hauptquartier KFOR in Pristina im Kosovo. 2000 wurde er Gruppenleiter Logistische Führung im Heeresunterstützungskommando in Koblenz und von 2001 Gruppenleiter Planung und Führung Logistik im Streitkräfteunterstützungskommando in Köln.
Von 2003 bis 2006 war Richter Brigadekommandeur der Logistikbrigade 100 in Unna, bevor er im Oktober 2006 Kommandeur der Logistikschule der Bundeswehr in Osterholz-Scharmbeck wurde. Am 25. März 2010 endete seine Kommandeursverwendung und er wechselte als Abteilungsleiter Logistik in den Führungsstab des Heeres. Im April 2012 wurde er Unterabteilungsleiter Führung Streitkräfte III (Materielle Einsatzbereitschaft, Logistik, Führungsunterstützung) im Bundesministerium der Verteidigung.
Richter ist verheiratet und hat zwei Kinder. 